# Agelanthus crassifolius
Agelanthus crassifolius là một loài thực vật có hoa trong họ Loranthaceae. Loài này được (Wiens) Polhill & Wiens mô tả khoa học đầu tiên năm 1998.